# Ситник каштановий
{{#ifeq:0|0|{{#if:|{{#if:Juncuscastaneus|[[]}}|}}}}
Ситник каштановий (Juncus castaneus) — вид трав'янистих кореневищних багаторічних рослин родини ситникові (Juncaceae). Етимологія: грец. καστανον — «каштан», грец. -εοϛ — прикметниковий суфікс, який позначає належність.

## Опис
Стебла 10–30(40) см завдовжки, 1–2 мм діаметром. Листки базальні і 1–3 на стеблах, до 20 см. Суцвіття з 1–5 2–8-квіткових голів. Листочки оцвітини каштанові, рівні за довжиною; зовнішні — гострі, внутрішні — тупуваті. Коробочка подовжено-еліпсоїдна, каштанова, тупа, 6–7.5 мм. Насіння блідо-жовтого кольору, веретеноподібне, корпус 0.6–0.7 мм, хвостик 0.8–1.1 мм. Рослина розмножується насінням і кореневищами.

## Поширення
Євразія (у т.ч. Україна), Північна Америка: Гренландія, Канада, США. Населяє заболочені місця та мокрі місця в горах, тундру, субальпійські та альпійські болота й луки, росте вздовж струмків на гравійних і глинистих ґрунтах.
В Україні росте в субальпійському поясі Карпат.